# Садовский, Виссарион Дмитриевич
Диплом об избрании членом АН СССР и диплом о присвоении звания заслуженного деятеля науки и техники РСФСР в экспозиции МИЕ
Виссарио́н Дми́триевич Садо́вский (24 июля [6 августа] 1908, Омск — 17 февраля 1991, Свердловск) — советский учёный-металловед, педагог.
Академик АН СССР (1970; член-корреспондент 1968). Герой Социалистического Труда (1978). Лауреат Государственной премии СССР (1986).

## Биография
Родился 24 июля (6 августа) 1908 года в Омске в семье служителей культа — отец, Дмитрий Иванович, внук сельского дьяка, выпускник Петербургской духовной академии, репрессирован в 1937 году. Мать Мария Васильевна — дочь священника.
Ещё до Октябрьской революции семья переехала по месту новой службы отца. В 1924 году окончил школу в городе Арзамас Нижегородской губернии. С мая 1925 по 1926 годы работал учителем в школе для малограмотных села Дивеево той же губернии.
В 1926 году поступил в Казанский университет на физико-математический факультет по специальности «химия сплавов», который окончил в 1930 году. Лаборант, инженер-исследователь, зав. металлографической лабораторией, руководитель исследовательской группы лаборатории на Златоустовском инструментальном заводе им. Ленина (1930—1935).
С 1935 года работал в Свердловске — научный сотрудник, зам. директора Института физики металлов Уральского филиала АН СССР (1949—1950), заведующий лабораторией физического металловедения (1940—1982), заведующий отделом прочности и пластичности Института физики металлов УрО АН СССР (1982—1991), член Президиумов УНЦ АН СССР и УрО РАН (1971—1988). Был заместителем главного редактора журнала «Физика металлов и металловедение».
В 1944—1959 годах одновременно преподавал в Уральском политехническом институте им. С. М. Кирова (с 1946 года — профессор). Заведующий кафедрой металловедения и термической обработки в УПИ (1944—1959).
Доктор технических наук, профессор, член-корреспондент Академии наук СССР с 1968 года, действительный член Академии наук СССР с 1970 года по специальности «металлургия».
В годы войны занимался выбором режимов термической обработки бронебойных снарядов.
Основные труды по кинетике превращений переохлаждённого аустенита, теории фазовой перекристаллизации сталей при нагреве, упрочнению сталей и сплавов (высокотемпературная термомеханическая обработка, фазовый наклёп, термомеханикомагнитная обработка), легированию, отпускной хрупкости сталей. Автор более 420 статей, 10 монографий. Подготовил 14 докторов и 50 кандидатов наук.
Выполнил свыше 20 исследовательских работ в области флокеночувствительности хромоникелевых сталей отпускной хрупкости, разработал режим ускорения отжига быстрорежущей стали («изотермический отжиг») и метод определения обезуглероживания быстрорежущей стали, который сейчас называется «методом Садовского» и принят в качестве стандартного.
Умер 17 февраля 1991 года в Свердловске. Похоронен на Широкореченском кладбище.

### Семья
Сын Михаил Виссарионович (род. 1948) — физик-теоретик, академик РАН (2003), главный научный сотрудник Института электрофизики Уральского отделения РАН.

## Награды и звания
- Герой Социалистического Труда (1978)
- Награждён двумя орденами Ленина (1975, 1978), орденом Красной Звезды (1945), многими медалями
- Золотая медаль имени Д. К. Чернова (1976) — за монографию «Структурная наследственность в стали»
- Государственная премия СССР (1986) — за разработку научных основ и промышленное внедрение технологических процессов скоростного термического упрочнения сталей и сплавов
- Заслуженный деятель науки и техники РСФСР (1968)

## Память
- В Екатеринбурге на здании Института физики металлов установлена мемориальная доска (2008)
- Уральским отделением РАН учреждена премия имени академика В. Д. Садовского[4]